# Râul Dobrețu
Râul Dobrețu este un curs de apă, afluent al râului Horezu. 